# Mick Avory
Michael Charles "Mick" Avory (n. 15 februarie 1944 în East Molesey, Surrey) este un muzician englez, cel mai cunoscut ca și bateristul și percuționistul de durată al trupei britanice de muzică rock The Kinks, căreia i s-a alăturat la puțin timp de la formare în 1964 și în care a rămas până în 1984. Este cel mai longeviv membru al formației după frații Davies.
Chiar dacă nu era la fel de strălucitor ca alți bateriști ai vremii precum Keith Moon sau John Bonham, Avory avea totuși talentul și precizia unui toboșar profesionist. A fost puternic influențat de bateriști de jazz ca Art Blakey, Max Roach, Joe Morello și Shelly Mann. Ray Davies a spus despre Avory: "Mick avea un sound important. Mick nu era un foarte mare baterist dar era un baterist de jazz - aceeași școală, aceeași perioadă ca și Charlie Watts."
1. ↑  Czech National Authority Database, accesat în 1 martie 2022